# Palmyra (village, New York)
Ne doit pas être confondu avec Palmyra (ville, New York).
Pour les articles homonymes, voir Palmyra.
Palmyra est un village du comté de Wayne, dans l'État de New York, aux États-Unis,. En 2010, il compte une population de 3 536 habitants.

## Démographie
Lors du recensement de 2010, le village comptait une population de 3 536 habitants, tandis qu'en 2019, elle est estimée à 3 321 habitants.